# Ringstedter See
Der Ringstedter See ist ein Naturschutzgebiet in der Ortschaft Ringstedt der niedersächsischen Stadt Geestland im Landkreis Cuxhaven.

## Allgemeines
Das Naturschutzgebiet mit dem Kennzeichen NSG LÜ 076 ist rund 32 Hektar groß. Es steht seit dem 1. Mai 1981 unter Naturschutz. Zuständige untere Naturschutzbehörde ist der Landkreis Cuxhaven.

## Beschreibung
Das Naturschutzgebiet liegt westlich von Ringstedt zwischen dem Schifffahrtsweg Elbe-Weser und der Geeste und stellt einen inzwischen verlandeten Niedermoorsee und die umgebenden Uferbereiche unter Schutz. Im Schutzgebiet sind Blänken als Reste des Sees zu finden. Das Naturschutzgebiet ist geprägt von weiten Röhrichtflächen und Schwingrasen, in den Randbereichen finden sich auch mehr oder weniger extensiv genutzte Grünlandflächen.